# Ely

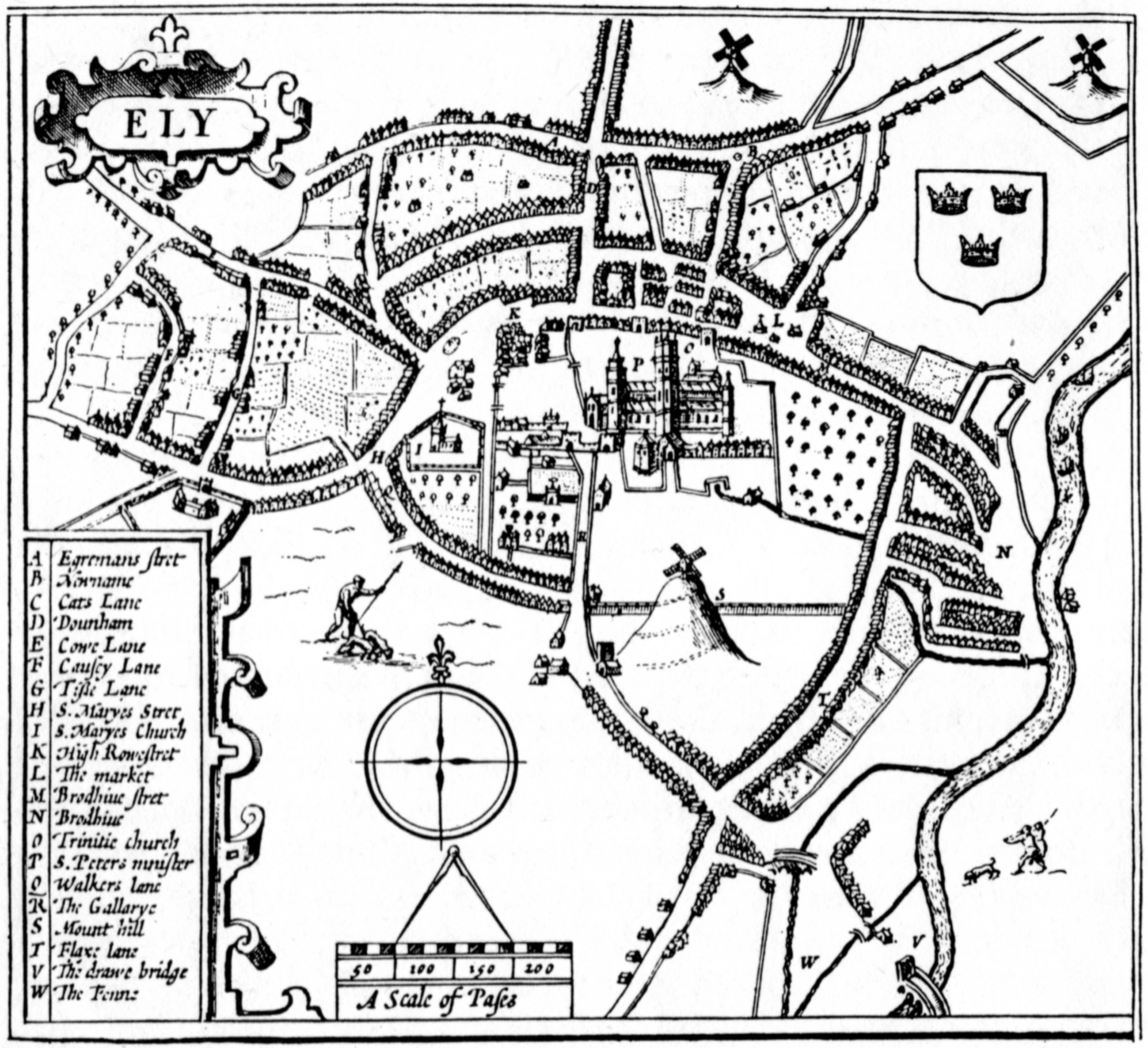
John Speed: Ely 1610

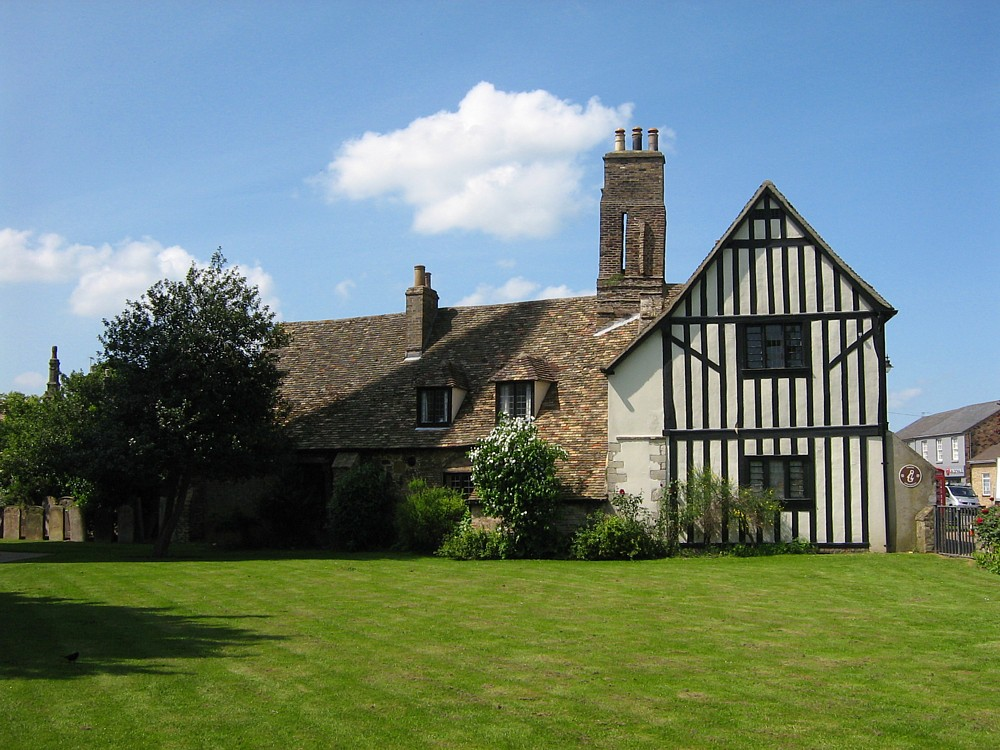
Oliver Cromwell House

Ely (Aussprache: [ˈiːli]) ist eine Stadt im Osten der Grafschaft Cambridgeshire in East Anglia, England. Der Hauptort der Isle of Ely zählt 20.256 Einwohner (Stand: 2011) und ist Sitz der anglikanischen Diözese Ely.

## Geografie
Ely liegt auf einem Hügel in den südlichen Fens am Fluss Great Ouse, etwa 25 km nordöstlich von Cambridge. Die Stadt war bis zum 18. Jahrhundert ein bedeutender Hafen.

## Geschichte
Die Stadt wurde 673 von der Heiligen Æthelthryth, der Tochter des Königs Anna von East Anglia, durch Begründung einer Abtei im Norden des Orts Cratendune in der Isle of Ely gegründet. Königin Æthelthryth aus Northumbria war auf der Flucht vor ihrem Gatten Ecgfrith, dem sie zwölf Jahre lang das gemeinsame Nachtlager verweigerte, um einen Keuschheitsschwur nicht zu brechen. Noch zehn Jahre nach ihrem Tod soll ihr Leichnam unverwest gewesen sein. Man bettete sie in einen Marmorsarkophag um, der als wundertätig beschrieben wurde und viele Pilger anlockte.
Als die Normannen unter Wilhelm dem Eroberer 1066 in England einfielen, war Ely eine Zufluchtsstätte der Angelsachsen. Diese verteidigten sich unter Hereward the Wake erfolgreich, bis die Geistlichkeit dem König die Isle of Ely 1071 unter der Bedingung auslieferte, dass sie alle Rechte und Privilegien, die sie seit der Zeit Eduards des Bekenners genoss, behalten durfte. Schon im Jahr 1109 wurde eine Diözese Ely gegründet. Der bekannteste Bischof ist Wilhelm von Longchamp, Lordkanzler und Erzbischof von York (siehe Liste der Bischöfe von Ely). 1559 wurde die Diözese anglikanisch.
Die Trockenlegung des Sumpfgebiets um die Stadt begann im 17. Jahrhundert, doch erst die Erfindung dampfbetriebener Pumpen im 19. Jahrhundert ermöglichte die endgültige Trockenlegung.

## Wirtschaft
1992 wurde in Ely der Bushersteller Marshall Bus gegründet. Zehn Jahre später wurde das in Insolvenz geratene Unternehmen von der MCV Bus & Coach erworben, einer Tochtergesellschaft des ägyptischen Nutzfahrzeugherstellers Manufacturing Commercial Vehicles. Seither werden dort Modelle der Marke eVolution für den britischen Markt hergestellt.

## Verkehr

### Straße
Ely liegt an der Kreuzung der überregionalen Straßen A10 (London – King’s Lynn) und A142 (Chatteris – Newmarket).

### Eisenbahn
Der Bahnhof Ely ist ein Eisenbahnknoten mehrerer regionaler und überregionaler Linien.

## Sehenswürdigkeiten

### Abtei
Die Abtei wurde 870 von den dänischen Invasoren zerstört und mehr als 100 Jahre lang nicht wiederaufgebaut.

### Kathedrale

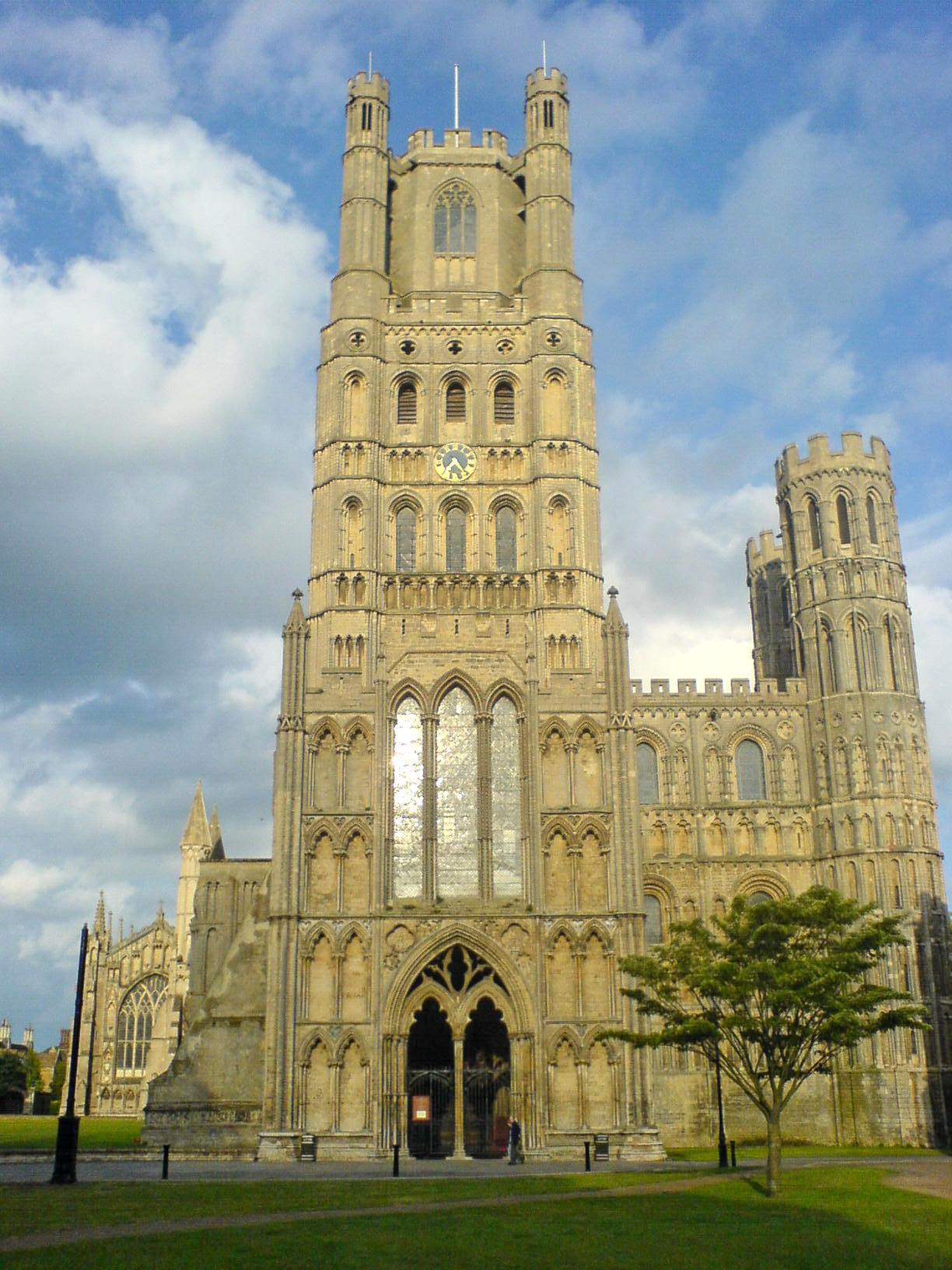
Kathedrale

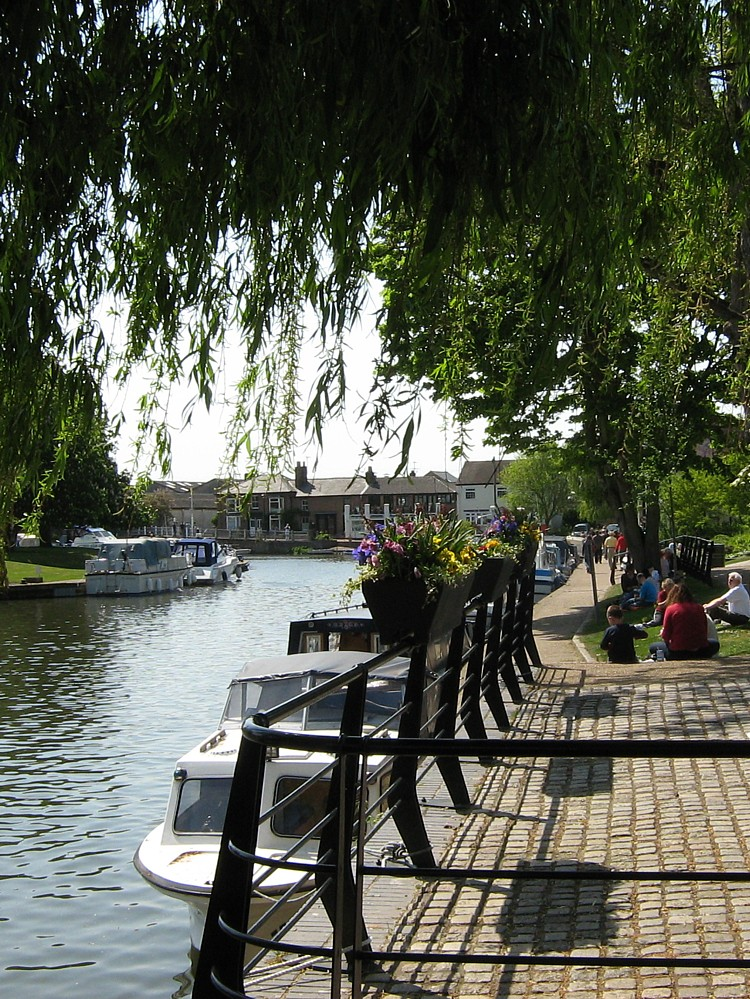
Uferpartie am Great Ouse

Der Bau der Kathedrale von Ely (im Volksmund Ship of the Fens = Schiff der Fens) wurde im Jahr 1083 von Wilhelm I. an der Stelle eines früheren Baus begonnen und 1351 abgeschlossen, obwohl der quadratische romanische Vierungsturm 1322 einstürzte – er wurde mit jetzt größerem oktogonalen Grundriss wieder aufgebaut. Aufgrund von Dokumenten ist man sich nahezu sicher, dass die Idee zu diesem berühmten Oktogon der Vierung auf den Sakristan der Kathedrale, Alan of Walsingham (Alanus von Walsingham), zurückgeht, der damit Eingang in die Architekturgeschichte fand.
Die Kathedrale dominiert von allen Ecken der Stadt das Blickfeld und ist darüber hinaus auch schon von Weitem in der flachen Umgebung sichtbar. Das Kirchenschiff ist 170 Meter lang und sehr breit mit Kreuzbögen aus der normannischen Zeit. Die Holzdecke überspannt einen Raum von fast 15 Metern. Die ältesten Teile der Kirche sind die Querschiffe. Das Ostfenster zeigt kostbare Glasmalereien.
Die Marienkapelle (Lady Chapel, Baubeginn 1321), um die sich Sitze mit steinernen Baldachinen ziehen, gilt als Inbegriff des Decorated Style.
Auf der Empore der Kathedrale befindet sich das Stained Glass Museum (= Museum für Glasmalerei), das Exponate aus 700 Jahren zeigt.

### Cathedral House
In unmittelbarer Nähe der Kathedrale befindet sich das Cathedral House, ein georgianisches Haus mit Garten, das einst zur Kathedrale gehörte. Das Cathedral House gehört heute zur King’s School Ely, einer Privatschule, und wird als Internatshaus genutzt. Zur Schule gehören auch die Porta (das Tor, das zur Kathedrale führt), welche die Schulbibliothek beherbergt, und die Monastic Barn, eine mittelalterliche Scheune mit beeindruckender Deckenbalkenkonstruktion, die heute als Schulkantine dient.

### Oliver Cromwell House
Das Oliver Cromwell House dokumentiert das Leben Oliver Cromwells, der in diesem Fachwerkhaus in den 1630er Jahren für einige Jahre mit seiner Mutter, seiner Frau, zwei Schwestern und seinen sechs Kindern lebte, nachdem der in Huntingdon geborene Politiker hier Land geerbt hatte. Teile des Hauses sind 750 Jahre alt.

### Ely Museum
Das Ely Museum im 700 Jahre alten Old Gaol (= Alten Gefängnis) beschreibt die Entstehung der Fens und das Leben ihrer Bewohner.

## Persönlichkeiten

### Töchter und Söhne der Stadt
- Julie Cox (* 1973), Schauspielerin
- Andrew Eldritch (* 1959), Sänger und Musikproduzent
- Beverley Glover (* 1972), Botanikerin und Hochschullehrerin
- Frederick Hulford (1883–1976), Leichtathlet
- Jim Kelly (* 1957), Autor von Kriminalromanen
- John Marshall (1818–1891), Arzt und Physiologe
- Guy Pearce (* 1967), australisch-britischer Schauspieler
- Clive Woodward (* 1956), ehemaliger Spieler und Trainer der englischen Rugby-Union-Nationalmannschaft

### Personen mit Bezug zur Stadt
- Oliver Cromwell (1599–1658): Der spätere Lordprotektor Oliver Cromwell lebte einige Jahre in Ely, nachdem er 1636 die Position des lokalen Steuereinnehmers geerbt hatte. In seinem Wohnhaus ist heute ein Museum eingerichtet.
- Wilhelm von Longchamp († 1197), Lordkanzler von England, war von 1189 bis 1197 Bischof von Ely.
- Anthony Russell (1943–2025), anglikanischer Geistlicher und seit 2000 Bischof von Ely in der Church of England
- Christopher Tye (1505–1572), Komponist und Organist, war ab 1543 Chorleiter an der Kathedrale von Ely und ab 1559 dort auch Organist.

## Städtepartnerschaften
Ely ist durch eine Städtepartnerschaft verbunden mit der dänischen Stadt Ribe in Jütland.